# 緑島空港
緑島空港（りょくとうくうこう）は台湾台東県緑島郷に位置する空港。

## 歴史
- 1972年（民国61年） 開港

## 就航路線
| 航空会社      | 就航地 |
| ------------- | ------ |
| 徳安航空 (DA) | 台東   |